# Ellochotis purpurea
Ellochotis purpurea är en fjärilsart som beskrevs av Henry Tibbats Stainton 1860. Ellochotis purpurea ingår i släktet Ellochotis och familjen äkta malar. Inga underarter finns listade i Catalogue of Life.